# Церковь Богоявления (Красное-на-Волге)
Храм Богоявления — православный храм в селе Красное-на-Волге Костромской области. Построен в 1592 году в годуновском имении под Костромой. Является главной достопримечательностью села, а также единственным каменным шатровым храмом, оставшимся в области. Памятник архитектуры федерального значения.

## История храма
Село Красное впервые упоминается в источниках в 1569 году — им тогда владел стольник И. Д. Воронцов, основавшего по легенде Ипатьевский монастырь в Костроме. Костромской уезд был включен в опричные территории, и из Красного выселили всех вотчинников, включая Воронцова. Красное стало дворцовым селом, управляющимся Приказом Большого дворца, а спустя несколько лет перешло к семье Годуновых.
Борис Годунов в 1592 году, согласно клировым ведомостям, возвёл здесь каменную шатровую церковь Богоявления. Приделы церкви и двухъярусная галерея современны храму, возведение колокольни относят к XVII веку, а строительство западного притвора — к XVIII веку. Храм не раз перестраивался, и к концу XIX века от его первоначального облика остался лишь шатёр.
Церковь закрыли в 1932 году, после чего в ней в разное время располагались библиотека, склад, клуб и зернохранилище. Как следствие, сильно пострадало внутреннее убранство. В 1950—1960 годах И. Ш. Шевелев проводил здесь ремонтно-реставрационные работы, благодаря чему удалось восстановить облик храма на конец XVII века. Ещё одна реставрация проводилась в 1990-е: церковь была расписана в соответствии с традициями православной живописи XVI—XVII веков, и, кроме того, нижний ярус галереи был заложен кирпичом, а верхний — застеклен.

## Архитектура
Церковь Богоявления в Красном — одна из восьми шатровых церквей, обоснованно датированных концом XVI века. Скорее всего, над памятником работали московские мастера, потому что некоторые приёмы, примененные здесь, схожи с деталями московских шатровых памятников. Церковь Богоявления сохраняет традиции годуновского архитектурного стиля, которому присуще распространение бесстолпных храмов, завершённых несколькими рядами.
Храм выстроен на высоком подклете, его основная часть — восьмерик на четверике. В стены восьмерика заделаны глиняные горшки-голосники. Трехъярусный восьмерик декорирован полукруглыми кокошниками, ярусы разделены профилированными карнизами. Церковь, как и большинство шатровых храмов, имеет трехчастную апсиду.
В основании шатра храма находятся фронтоны в виде треугольников, в которые вписаны горки кокошников, визуально нацеливающих взгляд ввысь, что отсылает к главному шатру храма Покрова на Рву. Переход от шатра к высокому барабану выполнен в виде ряда кокошников, а сам барабан венчает маленькая главка.
С востока примыкают два придела с крещатыми сводами, оформленные отдельными алтарными апсидами, которые, согласно исследованиям И. Ш. Шевелева, современны строительству храма, как и галереи-гульбища. Каждый из приделов представляет собой небольшой четверик, украшенный поясами кокошников и увенчанный главкой на просто оформленном барабане. Здесь, как и в большинстве храмов конца XVI в., стена апсиды приделов становится равной по высоте алтарным апсидам храма.
Колокольня с высоким четвериком и восьмигранным ярусом звона, увенчанная шатром с двумя рядами слухов и луковичной чешуйчатой главкой, была построена вместо западного крыльца в XVII в. В основании ее шатра — треугольные фронтоны, как и в основании главного шатра, но здесь они решены площе. Заметно, что зодчий стремился увязать новое строение со старой церковью. Это прослеживается в пропорциях шатра, в обилии открытых аркад, в декоре. Колокольня связана со вторым ярусом галереи широкой лестницей, под которой расположен западный притвор.
Определенные сходства Богоявленская церковь, помимо Покрова на Рву, имеет и с Преображенской церковью в с. Остров — обе имеют два симметричных пониженных придела, и, кроме того, хотя и декоративный строй Преображенского храма более сложен, конструктивно он весьма походит на церковь Богоявления. Кроме того, А. Л. Баталов указывает еще на несколько сходств с церквями конца XVI в. (кроме Троицы в Александрове): храм Смоленской Божией Матери в Кушалине, храм Бориса и Глеба в Борисовом городке (пирамидальные композиции из кокошничков); церковь Троицы в с. Хорошеве, церковь Троицы в с. Большие Вяземы (крещатый свод); церковь Рождества в с. Беседы, храм Спасо-Преображения в Спас-Михневе, церковь Троицы в с. Троицком-Лобанове (приделы с севера и юга); церковь Троицы в Александрове (четверик без кокошников с карнизом, опущенных ниже уровня тромпов, выявленных на фасаде); церковь Андрея Стратилата Тушинского монастыря, храм Рождества в Беседах, храм Смоленской Богоматери в Кушалине, храм Бориса и Глеба Борисова городка (трехчастная апсида).

## Внутреннее убранство
Иконостас в церкви Богоявления, как и росписи (их относят к 2009 году), современный. Не сохранилось дореволюционных фотографий внутреннего убранства храма Богоявления, поэтому мы не знаем, насколько реставраторам удалось соблюсти бывшую здесь стилистику убранства.
В центральный храм можно попасть через три входа, каждый из которых оформлен порталом. Сам храм довольно темен по сравнению с гульбищами. Четверик, восьмерик и шатер разделены карнизами, а переход от четверика к восьмерику осуществлен с помощью двухступенчатых тромпов. Шатер при строительстве, вероятнее всего, был открыт, когда его закрыли — неизвестно.
В подклете церкви находится зимний храм. В его иконостас установлены барочные царские врата, перенесенные из неизвестной утраченной ныне церкви. Филенки врат обрамлены позолоченной резьбой, в них написаны «Благовещение» и евангелисты, а над створками находится изображение Св. Духа в виде голубя.

## Новый храм
В конце XIX века рядом с церковью Богоявления на народные деньги построили церковь Святых Петра и Павла. Этот ансамбль обнесли оградой, а перед ней стоял памятник императору Александру II. Внутри ограды было кладбище. В советское время памятник Александру II разрушили, церковь взорвали, кладбище разорили.

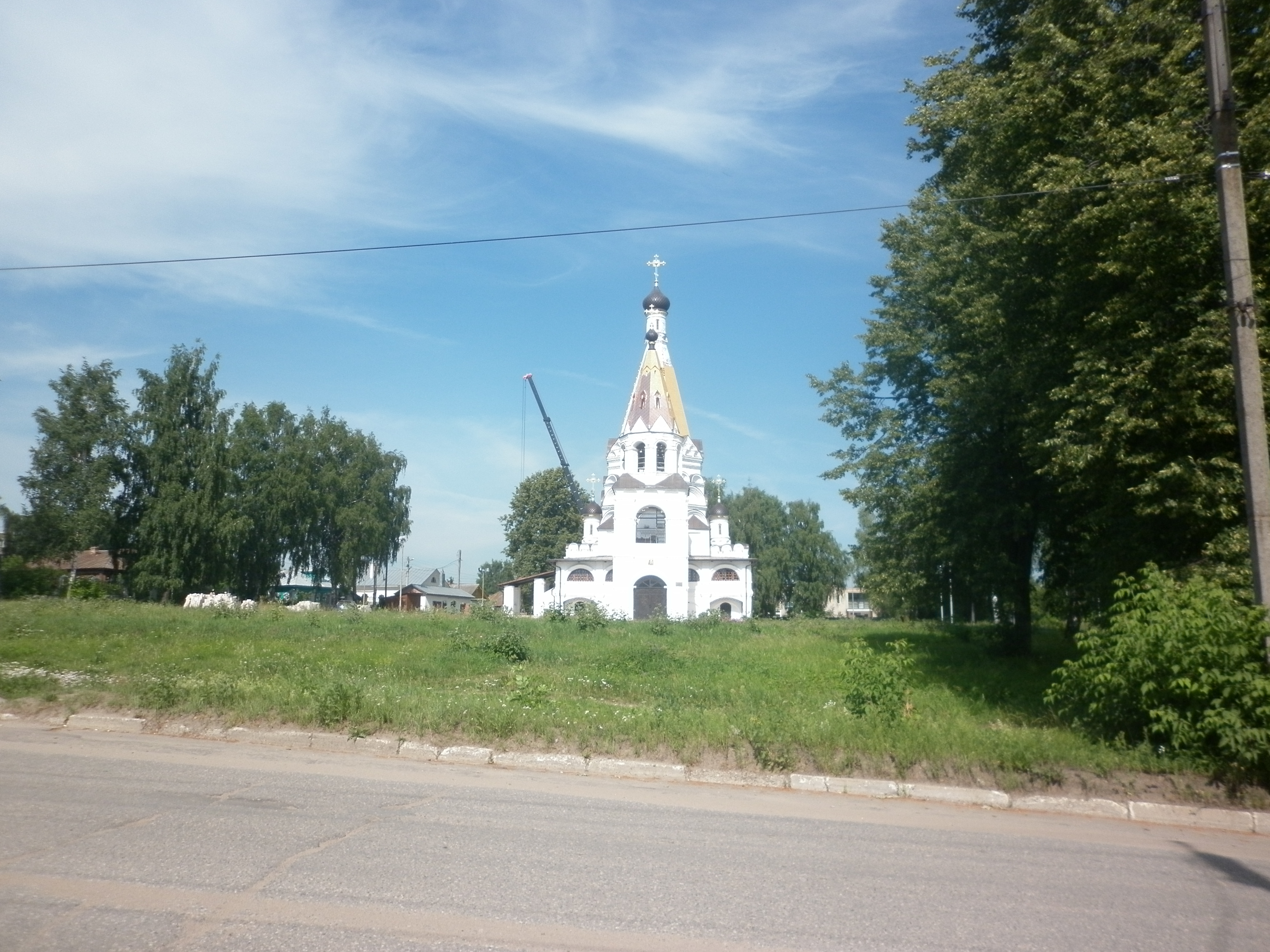
Вид с запада
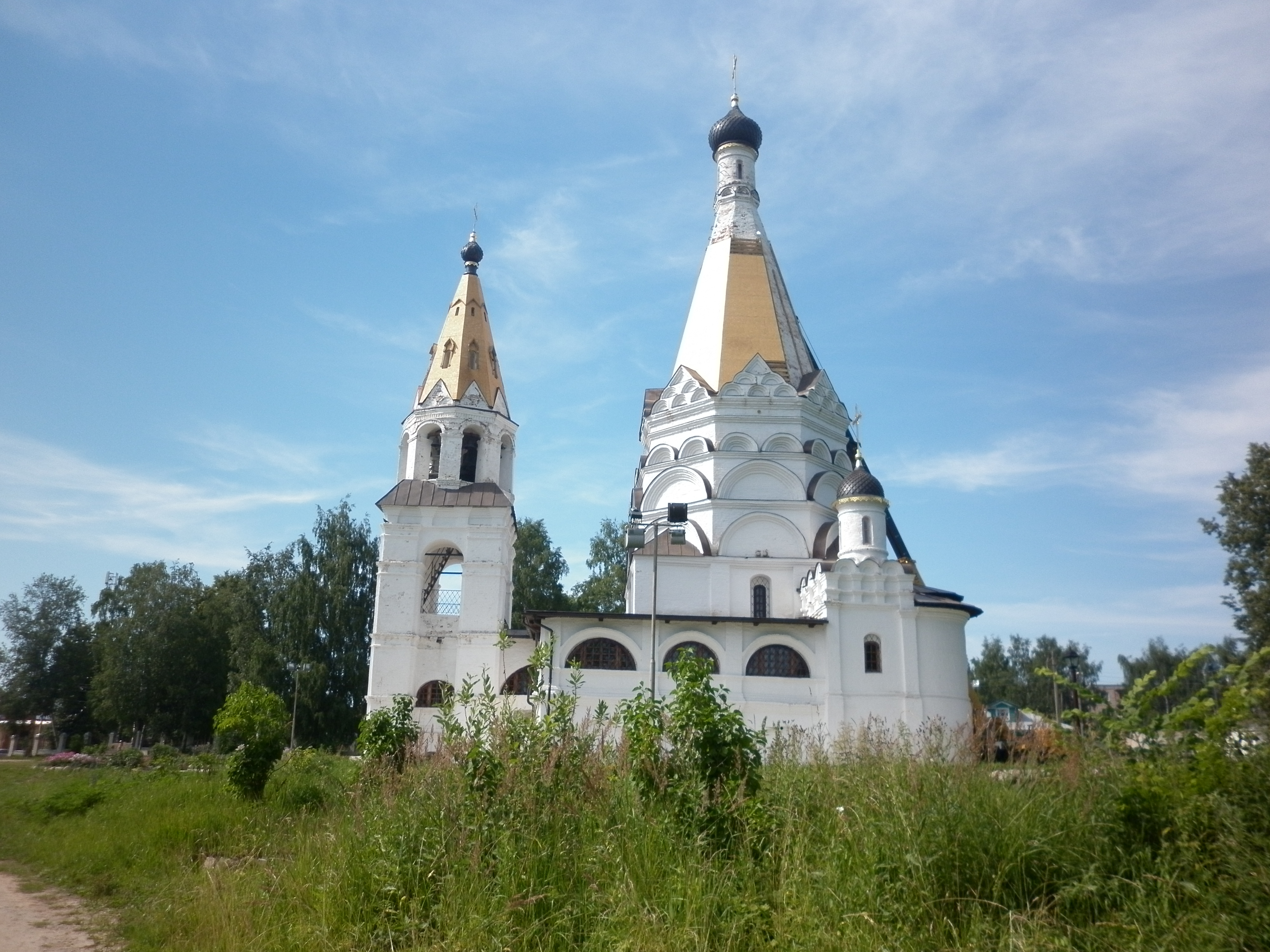
Вид с юга
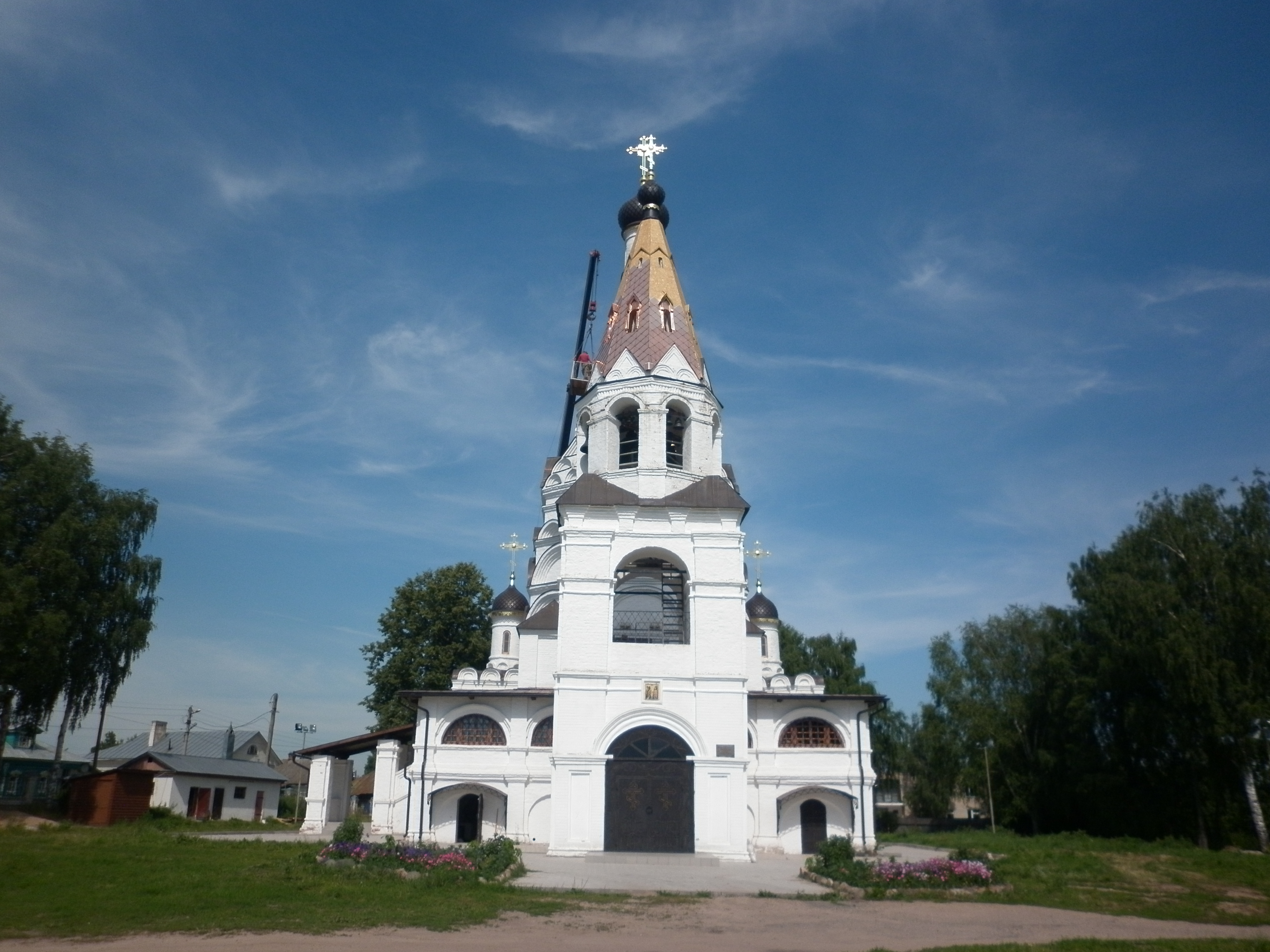
Вид с запада
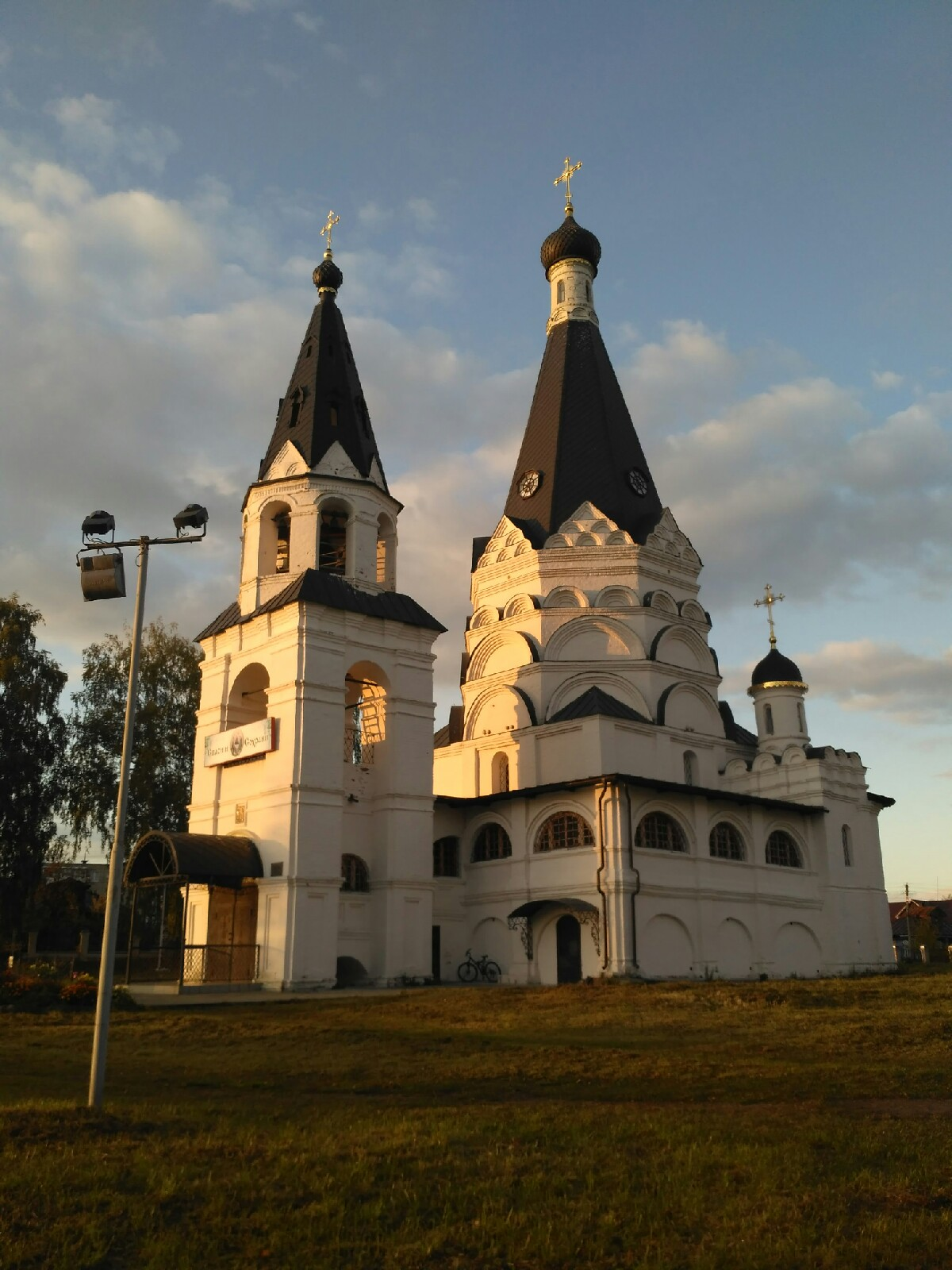
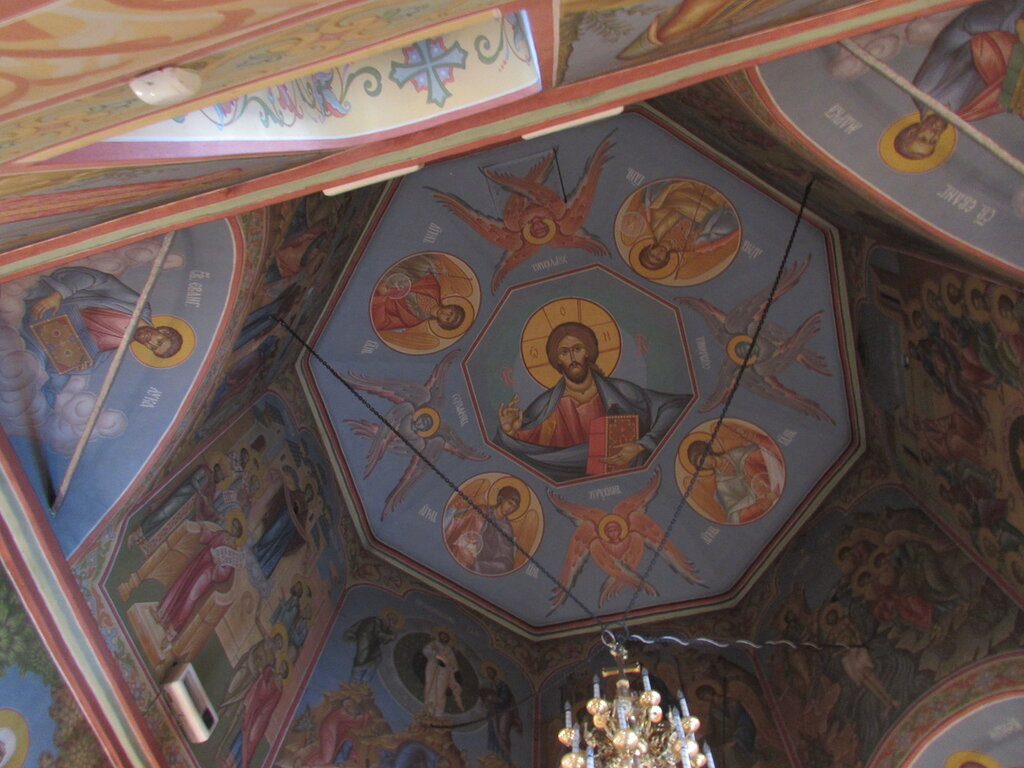
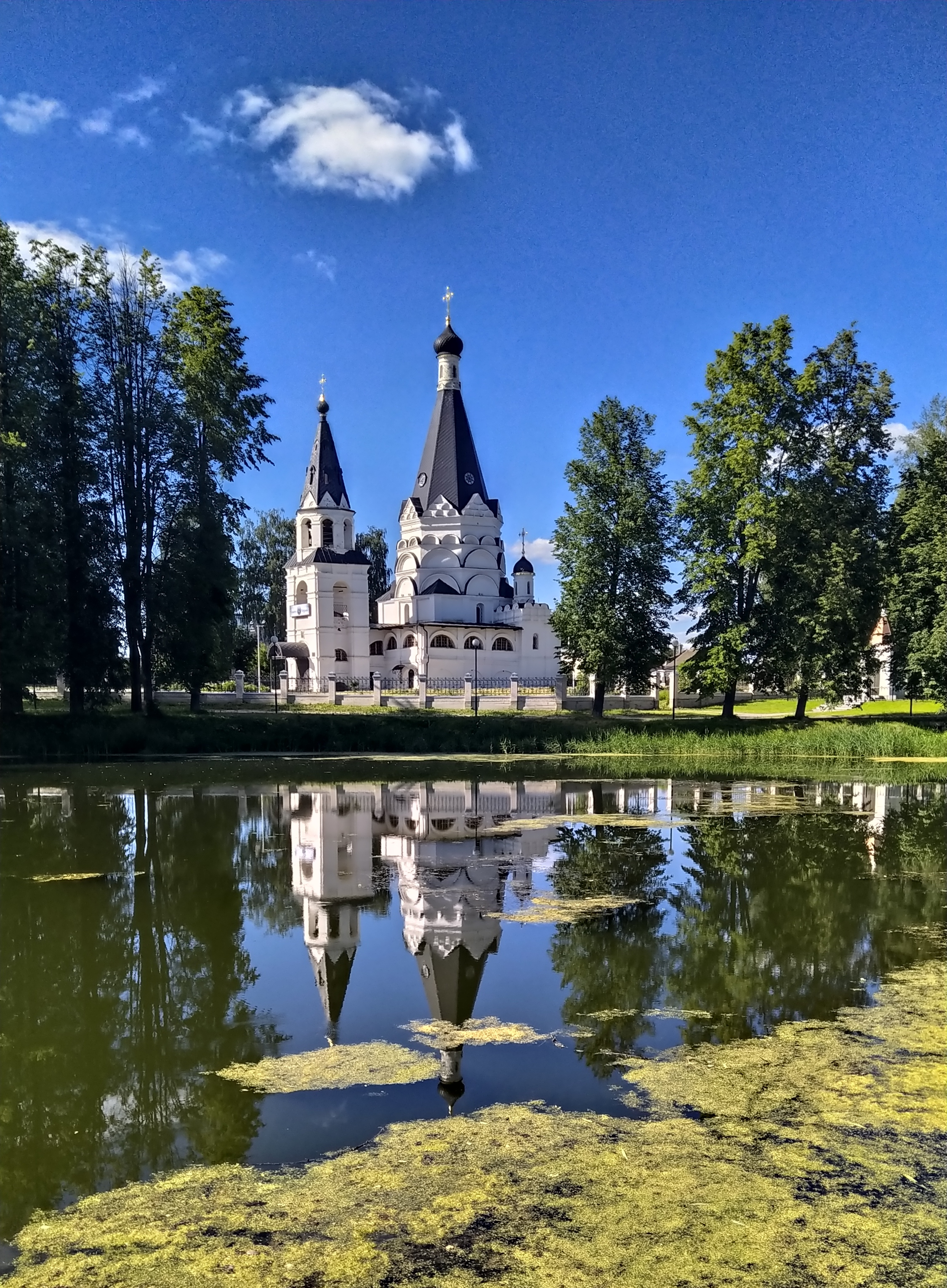
Храм в 2020 году